# Ángel & Khriz
Ángel & Khriz es un dúo puertorriqueño de reguetón, formado por Angel Rivera Guzmán (Angel) y Christian Colón Rolon (Khriz). Su impactante actuación en esta primera grabación les valió el patrocinio de Héctor el Father. Gracias a esta colaboración, el dúo grabó su primer sencillo, "Cazando Voy", que alcanzó el disco de platino y les valió la reputación de ser "los MVP del año". En 2004, firmaron con MVP Records y realizaron una extensa gira por Sudamérica y Centroamérica.
El éxito de su álbum debut, Los MVPs, les valió la atención y finalmente la distribución con Machete Music de Universal, un sello dirigido al creciente público latino urbano. Sus presentaciones en numerosas ciudades de Estados Unidos ante un público receptivo les han dado la reputación de ser uno de los dúos más populares del reggaetón. En 2005, lanzaron su álbum debut, Los MVP, que incluía los exitosos sencillos "Ven Bailalo" y "De Cazeria". El álbum obtuvo la certificación de platino de la Asociación de la Industria Discográfica de Estados Unidos (RIAA) y al año siguiente se lanzó una edición especial. Esta edición especial de Los MVP incluía sus dos sencillos "Fua" y "De Lao a Lao".
Las presentaciones en eventos de gran repercusión, como la inauguración de los Premios Juventud y la clausura de los Premios Billboard Latinos de 2006, junto a Tito El Bambino y Wisin & Yandel, continuaron impulsando el reconocimiento y el potencial de estos artistas emergentes. Casi tres años después, en 2008, se lanzó su segundo álbum de estudio, Showtime. Los sencillos incluidos fueron "La Vecina" y "Na De Na". Este álbum fue lanzado por Machete Music. Dos años después, se lanzó Da' Take Over, el tercer álbum de estudio del dúo. Incluía los exitosos sencillos "Ayer La Vi" y "Me Enamoré".

## Biografía y carrera musical

### 2000-2006: Inicios y primer álbum
Ángel & Khriz comenzaron su carrera artística en el año 2000, antes de lanzar su propio álbum de estudio, el dúo colaboró con artistas de reguetón conocidos como Daddy Yankee, Tito el Bambino. Su desempeño de alto impacto en esta primera grabación tiempo después condujo a su patrocinio por Héctor el Father. A través de esa relación el dúo grabó su primer sencillo, «Cazando voy» que alcanzó el platino y les valió la fama como “la revelación del año”.
En 2003, el dúo firmó con MVP Récords y dio giras a lo largo de América Central y Sudamérica. Su álbum debut, Los MVP, fue publicado un año después; de éste se desprenden los éxitos «Ven báilalo» y «Dile que no». Obtuvo la atención y una eventual distribución con Machete Music de Universal Music Group, una discográfica inclinada a la audiencia latina urbana creciente. Han visitado ciudades de los Estados Unidos y se han ganado una reputación como uno de los dúos más populares de reguetón de las multitudes receptivas. Además, el álbum fue certificado platino por Recording Industry Association of America (RIAA), mientras una edición especial fue publicada en 2006. Durante ese año, estuvieron en ascenso con las canciones «Fua», «De lao a lao» y «Mazacotte».

### 2007-2009: Showtime
En 2007, publicaron el sencillo «Carita de ángel», que formó del álbum recopilatorio Echo: Invasión, con buena recepción crítica y comercial, firmando con el sello Machete Music y V.I. Music. En 2008 lanzaron su álbum Showtime con el primer sencillo «La vecina» y su segundo sencillo «Na de Na». El dúo comentó que las canciones en el álbum representan una madurez musical, con fusiones de bachata, salsa y otros instrumentos acústicos.
La compañía desarrolladora de videojuegos estadounidense Rockstar Games eligió su canción «Ven báilalo» para aparecer en uno de los acoplados de Grand Theft Auto IV, en la estación de radio San Juan Sounds, mientras que «Na de Na» apareció en el material especial Episodes from Liberty City. Su otra canción «Muévela» apareció en la banda sonora de la película de acción Fast & Furious:'. Realizaron tours por Europa y Estados Unidos en promoción del álbum.

### 2009-2011: Da' Take Over
En medio de tours promocionando Showtime, anunciaron un nuevo álbum para el siguiente año. Un sencillo promocional, «Ayer la vi», fue publicado en octubre, con letras más románticas y ritmos más acústicos. El tercer álbum fue titulado Da' Take Over, siendo producido mayoritariamente por Juan Santana, contando con las colaboraciones de Guelo Star, J-King & Maximan, Divino, Flo Rida y Víctor Manuelle y sencillos como «Maltrátame» y «Me enamoré». En mayo, fueron invitados a una conferencia presentada por la revista Billboard, recibiendo un reconocimiento de la BMI por su sencillo «Ven báilalo», considerado la canción número uno latina de la década.

### 2012-presente: Sencillos promocionales
En 2012 Promocionaron su próximo álbum Los internacionales, con sencillos como «Me cansé», «My corazón», «Te sigo amando», «Wepa», «Quiero verte». El álbum no tenía fecha confirmada, sin embargo, en 2017, anunciaron que no lanzarían dicho proyecto, sino que se enfocarían en un nuevo álbum. En 2015, participaron en la canción «Party en Orión», que formó parte del álbum Orion a cargo del dúo de productores Musicólogo y Menes. Uno de sus últimos sencillos, «Te encontré», explican que vuelven a sus raíces musicales, con mezclas de Dancehall. El vídeo musical fue grabado en one-take por los propios cantantes. En 2017, lanzaron «Mía», con la producción musical de Los Legendarios, Hyde y Gocho.
En 2020, lanzaron el álbum que habían estado trabajando, titulado New Season, luego de diez años de su última producción discográfica.

## Discografía
Álbumes de estudio
- 2004: Los MVP
- 2008: Showtime
- 2010: Da' Take Over
- 2020: New Season

Reediciones
- 2006: Los MVP's: Special Edition